# Matthew Linville
Matthew Wesley Linville (* 1. April 1983 in Ventura County, Kalifornien) ist ein US-amerikanischer Schauspieler.
Linville begann seine Karriere als Darsteller mit Nebenrollen in US-amerikanischen Fernsehfilmen und -serien, wie „Die Patty-Duke-Story“ und 1992 „Mord ohne Spuren“ (Bodies of Evidence), ehe er 1996 in der Rolle des Jimmy Moon in der Fernsehserie Eine himmlische Familie seinen Durchbruch als Schauspieler feiern konnte.
In seiner Freizeit treibt Linville gerne Sport wie Tae Kwon Do, in welchem er einmal kalifornischer Meister seiner Klasse war.

## Filmografie
- 1990: Die Patty-Duke-Story (Call Me Anna) als junger Mackie Astin
- 1993: Die Hölle in mir (Darkness Before Dawn) als Daryl
- 1996–2003: Eine himmlische Familie (7th Heaven) als Jimmy Moon, 20 Folgen

### Gastauftritte
- 1992: Mord ohne Spuren (Bodies of Evidence) als Bobby, Folge 1.8
- 1994: Küß’ mich, John (Hearts Afire) als Jason, Folge 2.12
- 1994: Lisa – Der helle Wahnsinn (Weird Science) als kleiner Jeremy, Folge 2.10
- 1995: Emergency Room – Die Notaufnahme (ER) als Daryl, Folge 1.14
- 1995: Ein schrecklich nettes Haus (In the House) als Brian, Folgen 1.2 und 1.3